# Šindelová
Šindelová là một làng thuộc huyện Sokolov, vùng Karlovarský, Cộng hòa Séc.